# Associazione Calcio Novara 1936-1937
Questa voce raccoglie le informazioni riguardanti l'Associazione Calcio Novara nelle competizioni ufficiali della stagione 1936-1937.

## Stagione
Nella stagione 1936-1937 il Novara disputò il primo campionato di Serie A a girone unico della sua storia.

## Divise
| 1ª divisa | 2ª divisa |

## Organigramma societario
Area direttiva
- Presidente: Alvise Peretti

Area tecnica
- Allenatore: Rudolf Soutschek, poi dal 4 dicembre[1] Adolfo Baloncieri

## Rosa
| N. |                   | Ruolo | Calciatore          |
| -- | ----------------- | ----- | ------------------- |
|    | Italia (bandiera) | P     | Angelo Caimo        |
|    | Italia (bandiera) | P     | Egidio Scansetti    |
|    | Italia (bandiera) | D     | Virginio Bonati     |
|    | Italia (bandiera) | D     | Edoardo Galimberti  |
|    | Italia (bandiera) | D     | Alberto Mazzucco    |
|    | Italia (bandiera) | C     | Pietro Corona       |
|    | Italia (bandiera) | C     | Ruggero Di Cuonzo   |
|    | Italia (bandiera) | C     | Salvatore Fidomanzo |
|    | Italia (bandiera) | C     | Berardo Frisoni     |
|    | Italia (bandiera) | C     | Carlo Grazioli      |
|    | Italia (bandiera) | C     | Angelo Longoni      |

| N. |                   | Ruolo | Calciatore         |
| -- | ----------------- | ----- | ------------------ |
|    | Italia (bandiera) | C     | Edmondo Mornese    |
|    | Italia (bandiera) | C     | Cesare Pellegatta  |
|    | Italia (bandiera) | A     | Giovanni Arosio    |
|    | Italia (bandiera) | A     | Savino Bellini     |
|    | Italia (bandiera) | A     | Teresio Bercellino |
|    | Italia (bandiera) | A     | Piero Mariani      |
|    | Italia (bandiera) | A     | Paolino Piola      |
|    | Italia (bandiera) | A     | Ezio Rizzotti      |
|    | Italia (bandiera) | A     | Marco Romano       |
|    | Italia (bandiera) | A     | Otello Torri       |
|    | Italia (bandiera) | A     | Remo Versaldi      |

## Risultati

### Serie A

#### Girone d'andata
| Arbitro: | Zelocchi (Modena) |

|                            |           |              |
| Spivach 47’ Mascheroni 76’ | Marcatori | 41’ Rizzotti |

| Arbitro: | Ciamberlini (Sampierdarena) |

|                                            |           |                                                    |
| Mariani 50’ Romano 60’ (rig.) Rizzotti 81’ | Marcatori | 22’ Frossi 27’, 54’ (rig.), 62’ Meazza 31’ Ferrari |

| Arbitro: | Salvatori (Roma) |

|                    |           |                             |
| Robotti 46’ (rig.) | Marcatori | 51’, 89’ Romano 59’ Bellini |

| Arbitro: | Salvagno (Trieste) |

|                   |           |                       |
| Romano 14’ (rig.) | Marcatori | 21’ Perduca 88’ Coppa |

| Arbitro: | Gonani (Ravenna) |

|                                       |           |             |
| Buscaglia 33’, 56’, 74’ Baldi III 42’ | Marcatori | 34’ Bellini |

| Arbitro: | Salvatori (Roma) |

|              |           |           |
| Rizzotti 80’ | Marcatori | 60’ Violi |

| Arbitro: | Caironi (Milano) |

|                                                      |           |  |
| Biagi 30’ Colombari 66’ Ferrara I 79’ Ferrara II 83’ | Marcatori |  |

| Arbitro: | Mastellari (Bologna) |

|                           |           |                                                  |
| Rizzotti 55’ Versaldi 68’ | Marcatori | 8’ G. Costa 57’ S. Piola 64’ Camolese 72’ Busani |

| Arbitro: | Conticini (Firenze) |

|             |           |                                                |
| R. Costa 4’ | Marcatori | 3’ Romano 5’ Versaldi 23’ Rizzotti 27’ Mariani |

| Arbitro: | Sassi (Roma) |

|                       |           |  |
| Gabardo 20’ Boffi 67’ | Marcatori |  |

| Arbitro: | Mazzarini (Roma) |

|                |           |                   |
| Torri 50’, 75’ | Marcatori | 61’ (rig.) Comini |

| Arbitro: | Scorzoni (Bologna) |

|  |           |                          |
|  | Marcatori | 16’ Gabetto 90’ Borel II |

| Arbitro: | Mazza (Torre del Greco) |

|                                                         |           |             |
| Marchionneschi 34’, 74’ Scarabello 50’, 83’ Pantani 57’ | Marcatori | 9’ Rizzotti |

| Arbitro: | Bevilacqua (Viareggio) |

|                                            |           |            |
| Fedullo 14’, 61’ Busoni 76’, 80’ Corsi 82’ | Marcatori | 19’ Romano |

| Arbitro: | Gonani (Ravenna) |

|                                              |           |               |
| Torri 24’, 40’, 83’ Bellini 34’ Rizzotti 71’ | Marcatori | 85’ Allemandi |

#### Girone di ritorno
| Arbitro: | Conticini (Firenze) |

|                                   |           |                              |
| Bellini 28’ (rig.) Torri 30’, 38’ | Marcatori | 21’, 49’ Bollano 31’ Biagini |

| Arbitro: | Turbiani (Ferrara) |

|                                           |           |           |
| Rovelli 70’ Ferrari 78’ Bonati 82’ (aut.) | Marcatori | 88’ Torri |

| Arbitro: | Caironi (Milano) |

|                             |           |                                           |
| Rizzotti 11’, 30’ Torri 45’ | Marcatori | 27’, 36’ Robotti 72’ Massiglia 88’ Vecchi |

| Arbitro: | Scarpi (Dolo) |

|                            |           |              |
| Coppa 41’ (rig.), 62’, 71’ | Marcatori | 72’ P. Piola |

| Novara 14 febbraio 1937 | Novara          | 0 – 0 | Torino | Stadio Littorio\| Arbitro: \| Scotto (Savona) \| |
| Arbitro:                | Scotto (Savona) |       |        |                                                  |

| Arbitro: | Saracini (Ancona) |

|                                    |           |           |
| Costantino 7’, 10’, 67’ Grolli 28’ | Marcatori | 58’ Torri |

| Novara 28 febbraio 1937 | Novara            | 0 – 0 | Napoli | Stadio Littorio\| Arbitro: \| Galeati (Bologna) \| |
| Arbitro:                | Galeati (Bologna) |       |        |                                                    |

| Arbitro: | Zelocchi (Modena) |

|              |           |  |
| S. Piola 21’ | Marcatori |  |

| Arbitro: | Scarpi (Dolo) |

|                     |           |              |
| Romano 4’ Torri 54’ | Marcatori | 18’ Colaussi |

| Arbitro: | Gonani (Ravenna) |

|             |           |  |
| Bellini 84’ | Marcatori |  |

| Arbitro: | Zelocchi (Modena) |

|           |           |  |
| Conti 43’ | Marcatori |  |

| Arbitro: | Mazza (Torre del Greco) |

|                |           |           |
| Scagliotti 34’ | Marcatori | 41’ Torri |

| Arbitro: | Dattilo (Roma) |

|              |           |  |
| Rizzotti 46’ | Marcatori |  |

| Arbitro: | Saracini (Ancona) |

|                                                       |           |  |
| Torri 43’ Fiorini 50’ (aut.) Rizzotti 69’ Bellini 88’ | Marcatori |  |

| Arbitro: | Pizziolo (Firenze) |

|               |           |  |
| Serantoni 81’ | Marcatori |  |

### Coppa Italia

#### Sedicesimi di finale
| Arbitro: | Scotto (Savona) |

|                                      |           |  |
| Janni 5’ Buscaglia 50’ Baldi III 78’ | Marcatori |  |

## Statistiche

### Statistiche di squadra
| Competizione | Punti | In casa | In casa | In casa | In casa | In casa | In casa | In trasferta | In trasferta | In trasferta | In trasferta | In trasferta | In trasferta | Totale | Totale | Totale | Totale | Totale | Totale | DR  |
| Competizione | Punti | G       | V       | N       | P       | Gf      | Gs      | G            | V            | N            | P            | Gf           | Gs           | G      | V      | N      | P      | Gf     | Gs     | DR  |
| ------------ | ----- | ------- | ------- | ------- | ------- | ------- | ------- | ------------ | ------------ | ------------ | ------------ | ------------ | ------------ | ------ | ------ | ------ | ------ | ------ | ------ | --- |
| Serie A      | 21    | 15      | 6       | 4       | 5       | 28      | 24      | 15           | 2            | 1            | 12           | 15           | 38           | 30     | 8      | 5      | 17     | 43     | 62     | -19 |
| Coppa Italia |       | -       | -       | -       | -       | -       | -       | 1            | 0            | 0            | 1            | 0            | 3            | 1      | 0      | 0      | 1      | 0      | 3      | -3  |
| Totale       | -     | 15      | 6       | 4       | 5       | 28      | 24      | 16           | 2            | 1            | 13           | 15           | 41           | 31     | 8      | 5      | 18     | 43     | 65     | -22 |

### Statistiche dei giocatori[3]
| Giocatore      | Serie A  | Serie A | Coppa Italia | Coppa Italia | Totale   | Totale |
| Giocatore      | Presenze | Reti    | Presenze     | Reti         | Presenze | Reti   |
| -------------- | -------- | ------- | ------------ | ------------ | -------- | ------ |
| G. Arosio      | 5        | 0       | -            | -            | 5        | 0      |
| S. Bellini     | 21       | 6       | 1            | 0            | 22       | 6      |
| T. Bercellino  | 20       | 0       | -            | -            | 20       | 0      |
| V. Bonati      | 25       | 0       | 1            | 0            | 26       | 0      |
| A. Caimo       | 24       | -46     | -            | -            | 24       | -46    |
| P. Corona      | -        | -       | 1            | 0            | 1        | 0      |
| R. Di Cuonzo   | 1        | 0       | -            | -            | 1        | 0      |
| S. Fidomanzo   | 1        | 0       | -            | -            | 1        | 0      |
| B. Frisoni (I) | 5        | 0       | -            | -            | 5        | 0      |
| E. Galimberti  | 27       | 0       | 1            | 0            | 28       | 0      |
| C. Grazioli    | 8        | 0       | -            | -            | 8        | 0      |
| A. Longoni     | 7        | 0       | -            | -            | 7        | 0      |
| P. Mariani     | 28       | 1       | 1            | 0            | 29       | 1      |
| A. Mazzucco    | 17       | 0       | -            | -            | 17       | 0      |
| E. Mornese     | 27       | 0       | 1            | 0            | 28       | 0      |
| C. Pellegatta  | 11       | 0       | -            | -            | 11       | 0      |
| P. Piola       | 5        | 1       | -            | -            | 5        | 1      |
| E. Rizzotti    | 30       | 13      | 1            | 0            | 31       | 13     |
| M. Romano      | 22       | 6       | 1            | 0            | 23       | 6      |
| E. Scansetti   | 6        | -16     | 1            | -3           | 7        | -19    |
| O. Torri       | 21       | 13      | 1            | 0            | 22       | 13     |
| R. Versaldi    | 19       | 2       | 1            | 0            | 20       | 2      |